# Through the Noise
Through the Noise è il primo CD/DVD live del gruppo hardcore punk canadese Comeback Kid, pubblicato il 14 ottobre 2008 dalla Victory Records e registrato durante un concerto a Lipsia. Il DVD contiene i filmati tratti dal concerto di Lipsia, dei video musicali ed un documentario di un'ora sulla formazione di Winnipeg.

## Tracce
Tutte le tracce dei Comeback Kid eccetto dove indicato
1. False Idols Fall - 3:03
2. Die Tonight - 2:48
3. Broadcasting... - 3:49
4. Partners in Crime - 2:56
5. Changing Face - 2:19
6. Industry Standards - 3:39
7. Defeated - 3:34
8. All in a Year (feat. Rick Jimenez dei This Is Hell) - 2:29
9. Step Ahead - 1:50
10. Talk Is Cheap - 1:53
11. The Trouble I Love - 1:56
12. Hailing on Me - 2:57
13. Our Distance - 1:54 (Jim Agapito/Randy Frykas)
14. Lorelei - 2:57
15. Wake the Dead - 3:49
16. Give'r (Reprise) - 1:25
17. Final Goodbye - 2:54

### Tracce del DVD
1. Broadcasting...
2. Wake the Dead
3. Wake the Dead
4. Materiali bonus

## Formazione
- Andrew Neufeld - voce
- Kevin Call - basso
- Kyle Profeta - batteria
- Jeremy Hiebert - chitarra
- Casey Hjelmberg - chitarra